# Bhadsar
Bhadsar (nep. भाडसर) – gaun wikas samiti w środkowej części Nepalu  w strefie Dźanakpur w dystrykcie Sarlahi. Według nepalskiego spisu powszechnego z 2001 roku liczył on 559 gospodarstw domowych i 3474 mieszkańców (1657 kobiet i 1817 mężczyzn).